# Singolarità isolata
In matematica, e più precisamente in analisi complessa, una singolarità isolata è un punto in cui una funzione olomorfa non è definita mentre risulta definita in ogni altro punto vicino. La funzione olomorfa può avere nel punto essenzialmente tre tipi di comportamenti diversi, e a seconda del comportamento la singolarità è detta eliminabile, polo o essenziale.

## Definizione
Sia {\displaystyle z_{0}} un punto contenuto in un insieme aperto {\displaystyle A} del piano complesso. Una funzione
{\displaystyle f:A\setminus \{z_{0}\}\to \mathbb {C} }
ha una singolarità isolata in {\displaystyle z_{0}} se esiste un intorno {\displaystyle U} di {\displaystyle z_{0}} per cui la funzione è olomorfa in {\displaystyle U\setminus \{z_{0}\}}. Quindi la funzione non è definita in {\displaystyle z_{0}}, mentre in ogni altro punto sufficientemente vicino è definita e differenziabile in senso complesso.

## Sviluppo in serie di Laurent
La funzione {\displaystyle f} ammette uno sviluppo come serie di Laurent nel punto {\displaystyle z_{0}}. La funzione è quindi scrivibile in un intorno del punto come serie
{\displaystyle f(z)=\sum _{n=-\infty }^{+\infty }a_{n}(z-z_{0})^{n}.}
Si distinguono generalmente tre tipi di comportamento della {\displaystyle f} vicino al punto di singolarità {\displaystyle z_{0}}. Ciascuno di questi è determinato dallo sviluppo locale in serie di Laurent, oppure dal comportamento del modulo {\displaystyle |f(z)|} vicino al punto.
Si noti che la tipologia di singolarità dell'intera funzione non è univocamente determinata dalla serie di Laurent locale, se essa ha raggio di convergenza positivo.

### Singolarità eliminabile
La singolarità {\displaystyle z_{0}} è eliminabile se esiste il limite
{\displaystyle \lim _{z\to z_{0}}f(z)=L\in \mathbb {C} .}
Le condizioni seguenti sono equivalenti a questa:
- I termini negativi della serie di Laurent sono tutti nulli, cioè {\displaystyle a_{n}=0} per ogni {\displaystyle n<0}.
- Il modulo {\displaystyle |f(z)|} è limitato in un intorno di {\displaystyle z_{0}},
- La funzione si estende ad una funzione continua su tutto {\displaystyle A},
- La funzione si estende ad una funzione olomorfa su tutto {\displaystyle A}.

Esempio: la funzione {\displaystyle f(z)={\frac {\sin(z)}{z}}} presenta una singolarità eliminabile in {\displaystyle z=0}. 

### Polo
La singolarità {\displaystyle z_{0}} è un polo se esiste un numero intero positivo {\displaystyle n} tale che esista il limite
{\displaystyle \lim _{z\to z_{0}}(z-z_{0})^{n}\cdot f(z)=L\in \mathbb {C} ,}
con {\displaystyle L\neq 0}. Il numero {\displaystyle n} è l'ordine o molteplicità del polo. Un polo di ordine 1 è detto semplice.
Le condizioni seguenti sono equivalenti a questa:
- Esiste solo un numero finito (diverso da zero) di termini negativi non nulli della serie di Laurent. Cioè, esiste {\displaystyle n<0} tale che {\displaystyle a_{n}\neq 0} e {\displaystyle a_{k}=0} per ogni {\displaystyle k<n}.
- Il modulo {\displaystyle |f(z)|} tende a {\displaystyle +\infty } se {\displaystyle z} tende a {\displaystyle z_{0}}.
- La funzione {\displaystyle g(z)=1/f(z)} è definita in un intorno di {\displaystyle z_{0}} ed ha una singolarità eliminabile in {\displaystyle z_{0}}.

Esempio: la funzione {\displaystyle f(z)={\frac {1}{(z-1)^{2}}}} presenta un polo di ordine 2 ({\displaystyle n=2}), detto anche polo doppio, in {\displaystyle z=1}.

### Singolarità essenziale
Una singolarità essenziale è una singolarità che non rientra nei casi precedenti, cioè che non sia né una singolarità eliminabile né un polo. Le condizioni seguenti sono equivalenti a questa:
- Esiste un numero infinito di termini negativi non nulli della serie di Laurent. Cioè, per ogni {\displaystyle n_{0}<0} esiste un {\displaystyle n<n_{0}} con {\displaystyle a_{n}\neq 0}.
- Il modulo {\displaystyle |f(z)|} non ha limite per {\displaystyle z} tendente a {\displaystyle z_{0}}

Esempio: la funzione {\displaystyle f(z)={\frac {e^{\frac {1}{z}}}{z^{3}}}} presenta una singolarità essenziale in {\displaystyle z=0}.

## Esempi
Ogni funzione 
{\displaystyle f(z)={\frac {p(z)}{q(z)}}}
scritta come rapporto di due polinomi è definita nell'aperto {\displaystyle A} ottenuto rimuovendo da {\displaystyle \mathbb {C} } le radici {\displaystyle z_{1},\ldots ,z_{k}} di {\displaystyle q}. Se queste non sono anche radici di {\displaystyle p}, in ogni {\displaystyle z_{i}} la funzione ha un polo, il cui ordine è pari alla molteplicità della radice.
La funzione
{\displaystyle f(z)=e^{\frac {1}{z}}}
definita su {\displaystyle \mathbb {C} \setminus \{0\}} ha una singolarità essenziale in {\displaystyle 0}. Infatti lo sviluppo di Laurent è
{\displaystyle f(z)=\sum _{n=0}^{+\infty }{\frac {\,z^{-n}}{n!}}}
che ha infiniti termini negativi non nulli.
Anche il fatto che la funzione {\displaystyle |f(z)|=|e^{\frac {1}{z}}|} non ammetta limite (finito o infinito) per {\displaystyle z} che tende a 0
è sufficiente per dimostrare l'essenzialità della singolarità.

## Proprietà

### Traslazione della serie di Laurent
Sia {\displaystyle k} un numero intero. Moltiplicando la funzione {\displaystyle f(z)} per {\displaystyle (z-z_{0})^{k}}, i coefficienti della serie di Laurent centrata in {\displaystyle z_{0}} vengono traslati di {\displaystyle k} posti (a sinistra o a destra a seconda del segno di {\displaystyle k}). In questo modo è possibile modificare l'ordine di un polo, trasformare ogni polo in singolarità eliminabile, oppure viceversa creare poli a partire da singolarità eliminabili.
Se la singolarità è essenziale, rimane tale anche dopo la moltiplicazione per {\displaystyle (z-z_{0})^{k}}.

### Singolarità essenziale
Una funzione vicino ad una singolarità essenziale è estremamente discontinua. Per il Teorema di Casorati-Weierstrass, l'immagine {\displaystyle f(U)} di ogni intorno aperto {\displaystyle U} di {\displaystyle z_{0}} è un aperto denso del piano complesso. Il teorema di Picard afferma di più: {\displaystyle f(U)} è tutto il piano complesso, oppure il piano tranne un punto.
Da questo segue ad esempio che per ogni numero complesso {\displaystyle \lambda } esiste una successione di punti {\displaystyle z_{i}\to z_{0}} convergenti a {\displaystyle z_{0}} tali che {\displaystyle f(z_{i})\to \lambda }. In altre parole, la funzione intorno a {\displaystyle z_{0}} "converge a qualsiasi cosa".

## Singolarità all'infinito
Per una funzione intera
{\displaystyle f:\mathbb {C} \to \mathbb {C} }
(o più in generale una funzione olomorfa definita sul complementare di un compatto di {\displaystyle \mathbb {C} }) è possibile parlare di singolarità all'infinito. Questa è la singolarità in {\displaystyle 0} della funzione
{\displaystyle g:\mathbb {C} \setminus \{0\}\to \mathbb {C} }
definita come {\displaystyle g(z)=f(1/z)}. In particolare, la singolarità all'infinito può essere eliminabile, un polo o essenziale. Si può studiare una singolarità all'infinito di una funzione {\displaystyle f(z)} cambiando la variabile:
{\displaystyle z={\frac {1}{\eta }}}
allora il punto all'infinito diventa l'origine e acquisisce il tipo di singolarità della funzione {\displaystyle g(\eta )=f({\frac {1}{z}})} nel punto {\displaystyle \eta =0}.
Il Teorema di Liouville dice che una funzione intera avente singolarità eliminabile all'infinito è costante.